# کلسیم ۲-آمینواتیل‌فسفات
کلسیم ۲-آمینواتیل‌فسفات (به انگلیسی: Calcium 2-aminoethylphosphate) با فرمول شیمیایی C۲H۶CaNO۴P یک ترکیب شیمیایی با شناسه پاب‌کم ۱۹۹۸۵۴۳۱ است. که جرم مولی آن ۱۷۹٫۱۳ g/mol می‌باشد. این ترکیب بخشی از ساختمان غشای سلول را تشکیل میدهد. 